# 오카다 마스미
오카다 마스미(Masumi Okada, 1935년 9월 22일 ~ 2006년 5월 28일)는 일본의 탤런트, 연극 배우, 영화배우이다.
니스에서 태어났으며 도쿄에서 사망하였다. 사인은 식도암이다.

## 영화
- 시베리아 초특급 5 (2005년)
- 이조 (2004년)
- 블루 (2001년)
- 배틀로얄 (2000년)
- 백치 (1999년)
- 잠자는 숲 (1998년)
- 사랑한다 (1997년)
- 킨다이치 소년의 사건부 1 (1995년)
- 헌티드 (1995년)
- 모두 하고 있습니까 (1994년)
- 열쇠 (1983년)
- 내일의 죠 두번째 극장판 (1981년) - 호세 멘도사 역
- 쇼군 (1981년)
- 슬픈 가을 이야기 (1977년)
- 서둘러 젊은이! 내일은 기다려주지 않아 (1974년)
- 해저군함 2 (1969년)
- 흡혈촉루선 (1968년)
- 학생 녀석과 아가씨들 (1960년)
- 암흑의 여권 (1959년)
- 폭풍을 부르는 남자 (1957년)
- 사랑과 바람기의 청춘수첩: 가로등 (1957년)
- 미친 과실 (1956년)